# Coniopteryx (Xeroconiopteryx) loipetsederi
Coniopteryx (Xeroconiopteryx) loipetsederi is een insect uit de familie van de dwerggaasvliegen (Coniopterygidae), die tot de orde netvleugeligen (Neuroptera) behoort. 
Coniopteryx (Xeroconiopteryx) loipetsederi is voor het eerst wetenschappelijk beschreven door H. Aspöck in 1963.